# Zweite Seeschlacht bei Stromboli
Solebay – Erste Schooneveld – Zweite Schooneveld – Maastricht – Texel – Bonn – Sinsheim – Seneffe – Enzheim – Türkheim – Stromboli 1 - Sasbach – Konzer Brücke – Stromboli 2 – Augusta – Palermo – Philippsburg – Maastricht – Valenciennes – Tobago – Cassel – Kokersberg –  Freiburg – Ypern – Rheinfelden – Saint-Denis
In der Zweite Seeschlacht bei Stromboli während des Holländischen Krieges traf am 8. Januar 1676 die Flotte der Vereinigten Provinzen der Niederlande im Mittelmeer vor der Nordküste Siziliens auf eine Flotte des Königreichs Frankreich.

## Die Schlacht
Die niederländische Flotte unter Michiel de Ruyter umfasste 19 Linienschiffe, darunter ein spanisches. Sie stieß auf die französische Mittelmeerflotte unter Abraham Duquesne mit 20 Linienschiffen. Die Franzosen griffen von Luv an, konnten aber nicht die geschlossene Linie der Niederländer durchbrechen. Die Schlacht endete unentschieden.
Beide Flotten trafen in der Seeschlacht bei Augusta erneut aufeinander.